# Bộ Bò biển
Bộ Bò biển hay bộ Hải ngưu (danh pháp khoa học: Sirenia) là một bộ động vật có vú có nhiều loài đã tuyệt chủng. Hiện nay bộ này còn 4 loài sinh tồn: 3 loài lợn biển (họ Lợn biển Trichechidae) và 1 loài cá cúi (họ Bò biển Dugongidae). Đây là các loài động vật có vú ăn thực vật sinh sống ở sông, đầm lầy, ven biển.

## Phân loài
Bộ Sirenia
- Họ Dugongidae
  - Phân họ Dugonginae
    - Chi Dugong: loài Dugong dugon

  - Phân họ Hydrodamalinae
    - Chi Hydrodamalis: loài Hydrodamalis cuestae và Hydrodamalis gigas

  - Phân họ chưa rõ ràng
    - Chi †Bharatisiren
    - Chi †Eotheroides
- Họ †Prorastomidae
  -     - Chi †Prorastomus
    - Chi †Pezosiren
- Họ †Protosirenidae
  -     - Chi †Protosiren
- Họ Trichechidae
  -     - Chi †Potamosiren
    - Chi †Ribodon
    - Chi Trichechus: loài Trichechus inunguis, Trichechus manatus và Trichechus senegalensis